# Station Barrien
Station Barrien (Bahnhof Barrien) is een spoorwegstation in de Duitse plaats Barrien, in de deelstaat Nedersaksen. Het station ligt aan de spoorlijn Wanne-Eickel - Hamburg. Op het station stoppen alleen Regio-S-Bahn van Bremen en Nedersaksen. Het station telt twee perronsporen.

## Treinverbindingen
De volgende treinserie doet station Barrien aan:
| Serie | Treinsoort                  | Route                                                                                          | Bijzonderheden                       |
| ----- | --------------------------- | ---------------------------------------------------------------------------------------------- | ------------------------------------ |
| S2    | Regio-S-Bahn (NordWestBahn) | Bremerhaven-Lehe – Bremerhaven Hbf – Osterholz-Scharmbeck – Bremen Hbf – Barrien – Twistringen | Versterkingstreinen tijdens de spits |